# 2-氰基-3-苯基丙烯酸甲酯
2-氰基-3-苯基丙烯酸甲酯是一种有机化合物，化学式为C11H9NO2。它可由氰乙酸甲酯和苯甲醛的Knoevenagel缩合反应制得。它和氨硼烷在乙腈中反应，可以得到2-氰基-3-苯基丙酸甲酯。
C11H9NO2 + 1⁄2 BH3NH3 → C11H11NO2 + 1⁄6 (BHNH)3